# Allopauropus gadesensis
Allopauropus gadesensis är en mångfotingart som beskrevs av Paul Auguste Remy 1954. Allopauropus gadesensis ingår i släktet småfåfotingar, och familjen fåfotingar. Inga underarter finns listade i Catalogue of Life.